# C/1706 F1
C/1706 F1 è una cometa non periodica scoperta il 20 marzo 1706 da due astronomi italo-francesi, Giovanni Domenico Cassini e Giacomo Filippo Maraldi. All'epoca non si usava dare il nome degli scopritori alle comete, è per questo motivo la cometa ha solo una sigla. L'orbita della cometa passa vicinissima a quella del pianeta Marte, dove è probabile che abbia originato uno sciame meteorico.